# Datu Piang
Datu Piang é um município de  segunda classe de renda municipal (d) na província Maguindanao do Sul, nas Filipinas. De acordo com o censo de 1 de maio  de  2020 possui uma população de 28 380 pessoas e 4 647 domicílios.